# White-River-Quellkärpfling
Der White-River-Quellkärpfling (Crenichthys baileyi) ist eine seltene Süßwasserfischart, die in fünf Unterarten in Nevada vorkommt. Das Artepitheton bezieht sich auf den Naturforscher Vernon Orlando Bailey.

## Beschreibung
Der White-River-Quellkärpfling erreicht eine Länge von bis zu neun Zentimetern. Die Oberseite ist dunkeloliv gefärbt. Die Unterseite erscheint silbrig. Entlang der Flanken ist ein schwarzer Streifen zu erkennen. Eine zweite Reihe von schwarzen Flecken zieht sich von der Körpermitte bis zur Schwanzflosse. Kinn und Kiemendeckel sind hellsilber. Die Flossen sind helloliv und an den Rändern manchmal etwas dunkel gefärbt. Die Zähne sind zweispitzig. Die Kiefer sind ungefähr gleich lang. Eine Bauchflosse ist nicht vorhanden. Die Analflosse ist lang mit 14 Strahlen. Die Rückenflosse sitzt hinten am Körper vor der Analflosse. Sie ist etwas kleiner als die Analflosse und hat 11 Strahlen.

## Verbreitung
Das Verbreitungsgebiet des White-River-Quellkärpflings sind Quellen des White Rivers und seiner Nebenflüsse in Nevada. Die Unterart Crenichthys baileyi albivallis kommt in der Preston Big Spring und weiteren etwas kleineren Quellen im White Pine County vor. Crenichthys baileyi baileyi ist auf die Warmwasserquelle Ash Springs und Crenichthys baileyi grandis auf die Warmwasserquellen Hiko Springs und Crystal Springs im Pahranagat Valley im Lincoln County beschränkt. Das Quellsystem des Muddy River (ehemals Moapa River) ist der Lebensraum von Crenichthys baileyi moapae. Crenichthys baileyi thermophilus lebt in den Quellen des Moorman und Moon Rivers sowie im Hot Creek.

## Lebensweise
Der White-River-Quellkärpfling lebt in Quellen, in denen Temperaturen zwischen 21 und 37 °C herrschen. Die kühleren Quellen haben einen Sauerstoffgehalt von 3,3 ppm. In den warmen Quellen ist der Sauerstoffgehalt mit 0,7 ppm weit niedriger und die Lebenserwartung der Fische um etwa ein Viertel geringer als in den kühleren Quellen. Die Nahrung besteht aus kleinen  Wirbellosen. Beim Laichen werden 10 bis 17 Eier gelegt, die einzeln befruchtet werden.

## Status
Der White-River-Quellkärpfling ist durch die Kanalisierung der Quellzonen sowie durch die Konkurrenz mit eingeführten Karpfen und exotischen Fischen selten geworden. Er wird in der Roten Liste der IUCN und im Endangered Species Act als gefährdete Art gelistet.